# Бреденбек
Бреденбек (нім. Bredenbek) — громада в Німеччині, розташована в землі Шлезвіг-Гольштейн. Входить до складу району Рендсбург-Екернферде. Складова частина об'єднання громад Ахтервер.
Площа — 12,43 км2. Населення становить 1518 ос. (станом на 31 грудня 2020).

## Персоналії
- Ерік Браден (*1941) — німецько-американський актор кіно та телебачення.